# Saint-Maurice-la-Fougereuse
Saint-Maurice-la-Fougereuse és un municipi francès situat al departament de Deux-Sèvres i a la regió de la Nova Aquitània. L'any 2007 tenia 545 habitants.

## Demografia

### Població
El 2007 la població de fet de Saint-Maurice-la-Fougereuse era de 545 persones. Hi havia 226 famílies de les quals 56 eren unipersonals (20 homes vivint sols i 36 dones vivint soles), 87 parelles sense fills, 71 parelles amb fills i 12 famílies monoparentals amb fills.
La població ha evolucionat segons el següent gràfic:
Habitants censats

### Habitatges
El 2007 hi havia 268 habitatges, 226 eren l'habitatge principal de la família, 23 eren segones residències i 19 estaven desocupats. 262 eren cases i 3 eren apartaments. Dels 226 habitatges principals, 185 estaven ocupats pels seus propietaris, 39 estaven llogats i ocupats pels llogaters i 3 estaven cedits a títol gratuït; 6 tenien dues cambres, 26 en tenien tres, 43 en tenien quatre i 152 en tenien cinc o més. 208 habitatges disposaven pel capbaix d'una plaça de pàrquing. A 115 habitatges hi havia un automòbil i a 105 n'hi havia dos o més.

### Piràmide de població
La piràmide de població per edats i sexe el 2009 era:
| Homes | Edats   | Dones |
| ----- | ------- | ----- |
| 0     | 95 o +  | 0     |
| 0     | 90 a 94 | 0     |
| 0     | 85 a 89 | 12    |
| 4     | 80 a 84 | 8     |
| 12    | 75 a 79 | 16    |
| 16    | 70 a 74 | 8     |
| 12    | 65 a 69 | 12    |
| 16    | 60 a 64 | 12    |
| 16    | 55 a 59 | 16    |
| 20    | 50 a 54 | 24    |
| 28    | 45 a 49 | 4     |
| 24    | 40 a 44 | 32    |
| 8     | 35 a 39 | 20    |
| 12    | 30 a 34 | 4     |
| 20    | 25 a 29 | 8     |
| 12    | 20 a 24 | 16    |
| 32    | 15 a 19 | 16    |
| 20    | 10 a 14 | 16    |
| 4     | 5 a 9   | 16    |
| 4     | 0 a 4   | 4     |

## Economia
El 2007 la població en edat de treballar era de 349 persones, 237 eren actives i 112 eren inactives. De les 237 persones actives 218 estaven ocupades (116 homes i 102 dones) i 19 estaven aturades (6 homes i 13 dones). De les 112 persones inactives 58 estaven jubilades, 26 estaven estudiant i 28 estaven classificades com a «altres inactius».

### Ingressos
El 2009 a Saint-Maurice-la-Fougereuse hi havia 227 unitats fiscals que integraven 548,5 persones, la mediana anual d'ingressos fiscals per persona era de 13.856 €.

### Activitats econòmiques
Dels 16 establiments que hi havia el 2007, 1 era d'una empresa de fabricació d'altres productes industrials, 4 d'empreses de construcció, 7 d'empreses de comerç i reparació d'automòbils, 1 d'una empresa d'hostatgeria i restauració, 1 d'una empresa de serveis i 2 d'entitats de l'administració pública.
Dels 5 establiments de servei als particulars que hi havia el 2009, 1 era un taller de reparació d'automòbils i de material agrícola, 1 paleta i 3 fusteries.
L'únic establiment comercial que hi havia el 2009 era una botiga de menys de 120 m².
L'any 2000 a Saint-Maurice-la-Fougereuse hi havia 46 explotacions agrícoles que ocupaven un total de 3.393 hectàrees.

## Equipaments sanitaris i escolars
El 2009 hi havia una escola elemental integrada dins d'un grup escolar amb les comunes properes formant una escola dispersa.

## Poblacions més properes
El següent diagrama mostra les poblacions més properes.